# Komatsuzaki Tamotsu
Tamotsu Komatsuzaki (sinh ngày 10 tháng 7 năm 1970) là một cầu thủ bóng đá người Nhật Bản.

## Sự nghiệp câu lạc bộ
Tamotsu Komatsuzaki đã từng chơi cho Kawasaki Frontale, Consadole Sapporo và Yokohama FC.